# Wharton-Sulze
Wharton-Sulze, auch Whartonsche Sulze, ist die Bezeichnung für die Interzellularsubstanz des gallertigen Bindegewebes der Nabelschnur, in das die Nabelarterien und die Nabelvene eingebettet sind. Die Benennung erinnert an den englischen Arzt Thomas Wharton, der diese gelartige Substanz 1656 erstmals beschrieben hat. Das Gewebe entstammt dem extraembryonalen Mesoderm.
Kollagene und retikuläre Fasern bzw. Faserbündel bilden einen schwammartigen Verbund, in dem nur wenige freie Zellen, aber große Mengen an Hyaluronsäure vorkommen. Die Fähigkeit der Hyaluronsäure, Wasser zu speichern, sorgt für eine gleichzeitig feste und elastische Beschaffenheit des Gewebes. Dadurch werden die Gefäße vor Stauchung und Abknickung geschützt.
Bedeutung für die Abnabelung
Für die Abnabelung spielt die Wharton-Sulze insofern eine Rolle, als sich infolge der geringeren Umgebungstemperatur nach der Geburt ihre Beschaffenheit rasch ändert, was den baldigen Verschluss der Nabelschnurgefäße unterstützt.